# Sanne in 't Hof
Sanne in 't Hof (Schalkhaar, 24 januari 1998) is een Nederlands langebaanschaatsster, uitkomend namens Team Essent. In 't Hof studeert fysiotherapie aan de Hanzehogeschool Groningen.

## Biografie
In 't Hof trainde als junior bij RTC Oost, maar kon in 2017 bij LottoNL-Jumbo gaan meetrainen. Na twee jaar stapte ze over naar Gewest Friesland in het Development Team Fryslân onder leiding van Henk Hospes met persoonlijke sponsoren om alle kosten te dekken. In 't Hof besluit om samen met Hospes de trainingsschema's uit haar juniorentijd erbij te pakken en zich te richten op de 3000 en 5000 meter. Ze gaat meer fietsen en minder en anders te krachttrainen. Haar waardes bij krachttesten gaan omhoog. Om haar sport te kunnen bekostigen ging In 't Hof werken bij een sushirestaurant, een distributiecentrum van een supermarktketen, een sorteercentrum van een pakketbezorger en een vaccinatielocatie van de GGD.
Bij de Nederlandse kampioenschappen schaatsen afstanden 2022 in oktober 2021 won ze de zilveren medaille op de 5000 meter. Op 30 december 2021 wist ze zich op het OKT in Thialf te plaatsen op de 5000 meter voor de Olympische Winterspelen 2022 in Peking door tweede te worden achter Irene Schouten. Ze eindigde als zevende en verkreeg hiermee een A-status, waardoor ze een vast inkomen kreeg en meer trainingsuren ging maken. Ze besloot onderdeel te blijven van het Gewest Fryslân, maar ook mee te trainen met de Noorse ploeg.
Ter voorbereiding op de wereldbekerwedstrijd in Calgary reed In 't Hof op 26 november 2022 een trainingswedstrijd in Thialf waar ze op de 5000 meter bijna vijf seconden afreed van haar persoonlijk record (van 6.55,14 naar 6.50,47). Op 16 december 2022 won ze de B-groep in Calgary in 6.47,28 waarmee ze sneller was dan Irene Schouten die 6.48,06 noteerde. Met een tijd van 6.51,79 rijdt In 't Hof op het NK afstanden naar de tweede tijd achter Schouten waarmee zij zich plaatste voor het WK afstanden.
In de zomer van 2023 besloot In 't Hof zich aan te sluiten bij Team Gold van Johan de Wit. Bij het WCKT plaatste ze zich ondanks een knieblessure voor de eerste serie wereldbekerwedstrijden over 3000 meter.
Voor het seizoen 2024-2025 stapte In 't Hof over naar de ploeg Team Essent.

## Persoonlijke records
| Afstand    | Tijd    | Datum            | Baan       |
| ---------- | ------- | ---------------- | ---------- |
| 500 meter  | 40,54   | 26 januari 2019  | Heerenveen |
| 1000 meter | 1.17,73 | 14 maart 2019    | Calgary    |
| 1500 meter | 1.58,83 | 17 maart 2019    | Calgary    |
| 3000 meter | 4.00,36 | 15 februari 2025 | Heerenveen |
| 5000 meter | 6.47,28 | 16 december 2022 | Calgary    |

(laatst bijgewerkt: 15 februari 2025)

## Resultaten
| Jaar | NK Afstanden                       | NK Allround             | Olympische Spelen | WK Afstanden | Wereldbeker                                  | WK Junioren             |
| ---- | ---------------------------------- | ----------------------- | ----------------- | ------------ | -------------------------------------------- | ----------------------- |
| 2016 |                                    |                         |                   |              |                                              | 13e (34e, 12e, 22e, 7e) |
| 2017 | 18e 1000m 16e 1500m 25e massastart |                         |                   |              | · (19e, , 6e, ) · massastart · achtervolging |                         |
| 2018 | 13e 3000m 10e 5000m                | 4e · (5e, 4e, 4e, )     |                   |              |                                              |                         |
| 2019 | 14e 1500m 13e 3000m                | 7e (8e, 7e, 10e, 8e)    |                   |              |                                              |                         |
| 2020 | 24e massastart                     | NC10 (14e, 11e, 12e, -) |                   |              |                                              |                         |
| 2021 | 15e 1500m 13e 3000m                | NC16 (16e, 11e, 14e, -) |                   |              |                                              |                         |
| 2022 | 9e 3000m · 5000m                   |                         | 7e 5000m          |              | 0P 1500m 13e 3k/5k                           |                         |
| 2023 | 5e 3000m · 5000m                   | 8e · (19e, 5e, 12e, )   |                   | 5e 5000m     | 21e 3k/5k                                    |                         |
| 2024 | 9e 3000m · 5000m                   | NS3 (20e, 6e, -, -)     |                   |              | 7e 3k/5k                                     |                         |
| 2025 | 4e 3000m · 5000m                   | 8e · (19e, , 12e, 4e)   |                   |              |                                              |                         |

### Medaillespiegel
Bijgewerkt tot 31-10-2021
| Kampioenschap         | Goud · | Zilver · | Brons · |
| --------------------- | ------ | -------- | ------- |
| NK Afstanden          | 0      | 1        | 0       |
| NK allround afstanden | 0      | 0        | 1       |
| WK Junioren allround  | 0      | 0        | 1       |
| WK Junioren afstanden | 1      | 3        | 0       |

Team Essent
Angel Daleman · Sijmen Egberts · Jarle Gerrits · Isabel Grevelt · Freek van der Ham · Sanne in 't Hof · Chloé Hoogendoorn · Chris Huizinga · Kars Jansman · Selma Poutsma · Merijn Scheperkamp · Suzanne Schulting · Tijmen Snel · Beau Snellink · Remco Stam · Meike Veen · Mathias Vosté · Joep Wennemars
Coaches: Sicco Janmaat · Ben Jongejan · Jac Orie · Dave Versteeg